# باربرا كارل
باربرا كارل (بالإنجليزية: Barbara Carle)‏ (1958، بيشاور في باكستان)؛ كاتِبة وشاعرة أمريكية.